# Put Your Hands Up 4 Detroit
Put Your Hands Up 4 Detroit is een nummer van de Nederlandse dj Fedde le Grand uit 2006. Het nummer bevat een sample van het nummer "Hands Up for Detroit" van de dj's Matthew Dear en Disco D.
Aanvankelijk wilde Le Grand het nummer niet als single uitbrengen, maar het stappend publiek was echter zeer enthousiast over het nummer, waardoor Le Grand besloot om het toch uit te brengen. "Put Your Hands Up 4 Detroit" werd een grote danshit in Europa en Australië, en bereikt in onder meer het Verenigd Koninkrijk de nummer 1-positie. In de Nederlandse Top 40 haalde het de 4e positie en werd Dancesmash op Radio 538, en in de Vlaamse Ultratop 50 de 14e.